# Божок Єгор Валерійович
Єго́р Вале́рійович Божо́к (нар. 6 вересня 1980, Київ) — дипломат, надзвичайний і повноважний посол України. Очолював Місію України при НАТО (2015—2017). Голова Служби зовнішньої розвідки України, член РНБО (2017—2019). Заступник Міністра закордонних справ України (2019-2021).

## Життєпис
Народився 6 вересня 1980 року в Києві в сім‘ї військовослужбовця. Магістр міжнародних відносин та європейської політики, референт-перекладач (володіє українською, англійською, французькою та російською мовами).
2000 року закінчив магістерську програму в Брюссельському вільному університеті. 2002 року закінчив Інститут міжнародних відносин КНУ.
Кар'єрний дипломат. На дипломатичній службі України з 2002 до 2021 року, пройшов всі ланки від аташе до надзвичайного і повноважного посла. У 2015—2017  очолював Місію України при НАТО. У 2017-2019 — голова Служби зовнішньої розвідки, член РНБО України. У 2019-2021 заступник Міністра закордонних справ України.

## Розслідування
У 2020 році фігурував в одній з кримінальних справ, ініційованій проти п'ятого президента України Петра Порошенка. У 2021 році був повністю реабілітований судом.

## Дипломатичний ранг
- Надзвичайний і Повноважний Посол[8]

## Нагороди
- Почесна грамота Кабінету Міністрів України
- Іменна вогнепальна зброя
- Відзнаки МЗС, Міноборони, МВС, СБУ, СЗР України
- Відзнака Православної Церкви України